# 연기 척화비
연기 척화비(燕岐 斥和碑)는 세종특별자치시 연기면 연기리, 연기향교에 있는 척화비이다. 2016년 2월 11일 세종특별자치시의 기념물 제11호로 지정되었다.
척화비는 조선후기 개국과 쇄국이라는 역사적 사실을 보여 주는 역사적 문화유적이나 임오군란 이후 훼손 및 철거되어 전국적으로 남아 있는 숫자가 적은 편이다. 연기 척화비는 역사성과 자료의 희귀성이 있는 유물이다.

## 개요
척화비는 조선말 고종 때 흥선대원군이 병인양요와 신미양요를 겪은 직후인 1871년(고종 8) 4월 제국주의 열강의 조선 침략을 배격하고 쇄국을 강화하기 위한 굳은 결의를 나타내고 백성들에게 각성을 촉구하기 위해 서울과 전국의 중요한 곳에 세운 비석이다.
연기 척화비는 연기향교 서쪽 담장을 따라 조성된 비석군들 사이에 있으며, 너비 80cm, 폭 53cm 크기의 비신받침에 세워져 있으나 비신받침이 땅속에 묻혀있어 전체 모습은 확인되지 않았다.. 척화비는 잘 보존된 편이나 원수(圓首) 우측 상단이 박락(剝落) 되어 있으며, 척화비의 원래 위치와 연기향교로 이전된 시기는 확인되지 않았다.
비문은 “洋夷侵犯非戰則和主和賣國(서양 오랑캐가 침범하는데, 싸우지 않으면 곧 화의하는 것이요, 화의를 주장함은 나라를 파는 것이다)”라는 12자가 새겨져 있으며 화강암으로 조성됨. 좌측에는 “戒我萬年子孫丙寅作辛未立(우리들의 만대 자손에게 경계하노라. 병인년에 짓고 신미년에 세우다)”라고 소자로 적혀 있다.
전국 도처에 세워졌던 척화비 가운데 많은 수가 당시의 정세 변경에 따라 철거되었으며, 1882년(고종 19) 임오군란으로 대원군이 청나라로 납치되면서 대부분의 비들이 일제에 의해 철거되거나 훼손되었다.
척화비는 조선후기 개국과 쇄국이라는 역사적 사실을 보여 주는 역사적 문화유적이나 임오군란 이후 훼손 및 철거되어 전국적으로 남아 있는 숫자가 적은 편이다.

## 같이 보기
- 연기향교 (세종특별자치시 기념물 제6호)

## 참고 자료
- 연기 척화비 - 국가유산청 국가유산포털